# Xã Onamia, Quận Mille Lacs, Minnesota
Xã Onamia (tiếng Anh: Onamia Township) là một xã thuộc quận Mille Lacs, tiểu bang Minnesota, Hoa Kỳ. Năm 2010, dân số của xã này là 575 người.